# CHL Top Scorer Award
A CHL Top Scorer Award (Pontkirályi díj) egy trófea, melyet a Western Hockey League, Ontario Hockey League és Québec Major Junior Hockey League játékosai nyerhetnek meg. Ez a három junior jégkorongliga a Canadian Hockey League szervezésébe tartozik. A három liga pontkirálya közül az kapja meg, aki legtöbb pontot szerezte a szezonban. A díjat először 1994-ben adták át.

## A pontkirályok
| Év   | Játékos                       | Nemzetiség                         | Poszt   | Csapat                              | Liga      | G     | A     | P   |
| ---- | ----------------------------- | ---------------------------------- | ------- | ----------------------------------- | --------- | ----- | ----- | --- |
| 2023 | Connor Bedard                 | Kanada                             | C       | Regina Pats                         | WHL       | 71    | 72    | 143 |
| 2022 | Wyatt Johnston                | Kanada                             | C       | Windsor Spitfires                   | OHL       | 46    | 78    | 124 |
| 2021 | Cédric Desruisseaux           | Kanada                             | JSz     | Charlottetown Islanders             | QMJHL     | 42    | 36    | 78  |
| 2020 | Marco Rossi                   | Ausztria                           | C       | Ottawa 67’s                         | OHL       | 39    | 81    | 120 |
| 2019 | Jason Robertson               | Amerikai Egyesült Államok          | BSz     | Kingston Frontenacs Niagara IceDogs | OHL       | 48    | 69    | 117 |
| 2018 | Jayden Halbgewachs            | Kanada                             | C       | Moose Jaw Warriors                  | WHL       | 70    | 59    | 129 |
| 2017 | Sam Steel                     | Kanada                             | C       | Regina Pats                         | WHL       | 50    | 81    | 131 |
| 2016 | Conor Garland                 | Amerikai Egyesült Államok          | JSz     | Moncton Wildcats                    | QMJHL     | 39    | 89    | 128 |
| 2015 | Dylan Strome Conor Garland    | Kanada · Amerikai Egyesült Államok | C JSz   | Erie Otters Moncton Wildcats        | OHL QMJHL | 35 45 | 94 84 | 129 |
| 2014 | Connor Brown                  | Kanada                             | JSz     | Erie Otters                         | OHL       | 45    | 83    | 128 |
| 2013 | Brendan Leipsic Nicolas Petan | Kanada                             | BSz/C C | Portland Winterhawks                | WHL       | 49    | 71    | 120 |
| 2012 | Brendan Shinnimin             | Kanada                             | C       | Tri-City Americans                  | WHL       | 58    | 76    | 134 |
| 2011 | Linden Vay                    | Kanada                             | C       | Medicine Hat Tigers                 | WHL       | 46    | 76    | 116 |
| 2010 | Brandon Kozun                 | Kanada                             | JSz     | Calgary Hitmen                      | WHL       | 32    | 75    | 107 |
| 2009 | Yannick Riendeau              | Kanada                             | JSz     | Drummondville Voltigeurs            | QMJHL     | 58    | 68    | 126 |
| 2008 | Justin Azevedo                | Kanada                             | C       | Kitchener Rangers                   | OHL       | 43    | 81    | 124 |
| 2007 | Patrick Kane                  | Amerikai Egyesült Államok          | JSz     | London Knights                      | OHL       | 62    | 83    | 145 |
| 2006 | Alekszandr Ragyulov           | Oroszország                        | JSz     | Québec Remparts                     | QMJHL     | 61    | 91    | 152 |
| 2005 | Sidney Crosby                 | Kanada                             | C       | Rimouski Océanic                    | QMJHL     | 66    | 102   | 168 |
| 2004 | Sidney Crosby                 | Kanada                             | C       | Rimouski Océanic                    | QMJHL     | 54    | 81    | 135 |
| 2003 | Corey Locke                   | Kanada                             | C       | Ottawa 67's                         | OHL       | 63    | 81    | 151 |
| 2002 | Pierre-Marc Bouchard          | Kanada                             | JSz     | Chicoutimi Saguenéens               | QMJHL     | 46    | 94    | 140 |
| 2001 | Simon Gamache                 | Kanada                             | C       | Val-d'Or Foreurs                    | QMJHL     | 74    | 110   | 184 |
| 2000 | Brad Richards                 | Kanada                             | C       | Rimouski Océanic                    | QMJHL     | 71    | 115   | 186 |
| 1999 | Mike Ribeiro                  | Kanada                             | C       | Rouyn-Noranda Huskies               | QMJHL     | 67    | 100   | 167 |
| 1998 | Ramzi Abid                    | Kanada                             | BSz     | Chicoutimi Saguenéens               | QMJHL     | 50    | 85    | 135 |
| 1997 | Pavel Rosa                    | Csehország                         | JSz     | Hull Olympiques                     | QMJHL     | 63    | 89    | 152 |
| 1996 | Daniel Brière                 | Kanada                             | C       | Drummondville Voltigeurs            | QMJHL     | 67    | 96    | 163 |
| 1995 | Marc Savard                   | Kanada                             | C       | Oshawa Generals                     | OHL       | 43    | 86    | 139 |
| 1994 | Jason Allison                 | Kanada                             | C       | London Knights                      | OHL       | 55    | 87    | 142 |

### A díj létrahozása előtti pontkirályok
| Év   | Játékos             | Nemzetiség                | Poszt | Csapat                  | Liga  | G   | A   | P   |
| ---- | ------------------- | ------------------------- | ----- | ----------------------- | ----- | --- | --- | --- |
| 1993 | Jason Krywulak      | Kanada                    | C     | Swift Current Broncos   | WHL   | 81  | 81  | 162 |
| 1992 | Todd Simon          | Kanada                    | C     | Niagara Falls Thunder   | OHL   | 53  | 93  | 146 |
| 1991 | Yanic Perreault     | Kanada                    | C     | Trois-Rivières Draveurs | QMJHL | 87  | 98  | 185 |
| 1990 | Len Barrie          | Kanada                    | C     | Kamloops Blazers        | WHL   | 85  | 100 | 185 |
| 1989 | Stephane Morin      | Kanada                    | C     | Chicoutimi Saguenéens   | QMJHL | 77  | 109 | 186 |
| 1988 | Patrice Lefebvre    | Kanada                    | C     | Shawinigan Cataractes   | QMJHL | 64  | 136 | 200 |
| 1987 | Rob Brown           | Kanada                    | JSz   | Kamloops Blazers        | WHL   | 76  | 136 | 212 |
| 1986 | Guy Rouleau         | Kanada                    | C     | Longueuil Chevaliers    | QMJHL | 91  | 100 | 191 |
| 1985 | Cliff Ronning       | Kanada                    | C     | New Westminster Bruins  | WHL   | 89  | 108 | 197 |
| 1984 | Mario Lemieux       | Kanada                    | C     | Laval Voisins           | QMJHL | 133 | 149 | 282 |
| 1983 | Pat LaFontaine      | Amerikai Egyesült Államok | C     | Verdun Junior Canadiens | QMJHL | 104 | 130 | 234 |
| 1982 | Jock Callander      | Kanada                    | C     | Regina Pats             | WHL   | 79  | 111 | 190 |
| 1981 | Dale Hawerchuk      | Kanada                    | C     | Cornwall Royals         | QMJHL | 81  | 102 | 183 |
| 1980 | Jean-François Sauvé | Kanada                    | C     | Trois-Rivières Draveurs | QMJHL | 63  | 124 | 187 |